# Gilles Azzopardi
Pour les articles homonymes, voir Azzopardi.
Gilles Azzopardi est un dramaturge, metteur en scène et comédien français, né le 20 mars 1967 à Marseille, ville où il est mort le 30 octobre 2020.

## Biographie
La carrière artistique de Gilles Azzopardi débute par la musique en 1995. C'est alors qu'il rencontre le compositeur et musicien Richard Larroze. De leur collaboration naîtra un groupe "Azzo" et un premier album "IL=" qui recèlera 12 compositions originales, enregistrées au studio "La Tarente" à Aubagne.   
En 1997, alors que l'album est en cours de mixage, Gilles Azzopardi répond à une petite annonce de casting. Luc Besson est en repérage à Marseille pour le tournage de son premier "Taxi" qu'il produira et qui sera réalisé par Gerard Pirès. Même si le rôle est modeste, il a valeur de révélateur pour Gilles Azzopardi qui interrompt immédiatement sa parenthèse musicale pour se consacrer désormais entièrement à sa carrière de comédien. Il passe alors un second casting avec Gérard Moulevrier pour le rôle du frère d'Iréné dans un remake "hasardeux" du "Schpountz" de Marcel Pagnol réalisé par Gerard Oury. Il n'obtiendra pas le rôle mais la certitude que comédien est bel et bien un "métier" avec une technique et que ce métier doit s'apprendre avant de prétendre le pratiquer. 
En 1998, Gilles Azzopardi pousse la porte du "Chocolat-Théâtre", lieu de spectacle mythique à Marseille créé par le fantasque et pétulant Claude Prévos, qui fut un découvreur de talents (Titof, etc.), un programmateur avisé et une sorte de mécène. Gilles s'inscrit au cours de la comédienne Catherine Gillet où il fera son apprentissage des planches pendant 3 ans. Le "Chocolat-Théâtre" lui ouvre ensuite sa scène et c'est ainsi que Gilles va pouvoir apprendre concrètement et rapidement les métiers de comédien, auteur et metteur en scène. En 2000, il va créer sa compagnie "Les Spécimens" et montera sa première création " Hallucinémation". Il y en aura sept autres qui suivront dans la foulée. Depuis, avec sa compagnie théâtrale, Les Spécimens, Gilles Azzopardi monte et joue ses propres pièces et cumule ainsi les casquettes d'auteur dramatique, comédien et metteur en scène. Il est aussi professeur de théâtre.
Il meurt le 30 octobre 2020 à l'âge de 53 ans des suites d'une longue maladie.

## Théâtre

### Auteur, comédien et metteur en scène
- 2001 : "Hallucinémation" mise en scène et joué par Les Spécimens
- 2002 : Masculin Plurielle mise en scène et joué par Les Spécimens
- 2003 : "Château, scalpel et viande froide" mise en scène et joué par les Spécimens (Musique originale Cédric Milard)
- 2004 : Le grand chambardement avec Julie Charbonnel
- 2005 : Les snipers de l'info avec Jeff Carias, Alexandra Legarrec, Ludovic Pérez et Tewfik Behar
- 2006 : Buzz Off avec Stéphane Aizac et Thierry Sanna[3]
- 2007 : Le Grand Cirque avec Les Spécimens
- 2009-2011 :Le grand chambardement (reprise) avec Nicole Ferroni et Franck Kaloustian[4].
- 2010 : La chaise ou qui veut gagner des milliards ? création en janvier 2010 au Théâtre Le Panache à Marseille [5],[6] avec Les Spécimens
- 2012 : " Don Facciomacco"  Création en septembre 2012 au Théâtre Mazenod de Marseille (musique originale Cédric Milard).

### Auteur et metteur en scène
- Le béret de la tortue avec Jean Dell et Gérald Sibleyras

### Metteur en scène
- 2005 : Le sens du ludique de Jean-Luc Lemoine
- 2005 : L'Arapède de Jean Jaque avec Serge Gubern et Laurent Moreau
- 2007 : Poétique et névrotique de et avec Florent Peyre
- 2007 : Un cacou et une cagole de Jean Jaque avec Floriane Fréchet et Serge Gubern
- 2010 : L'œuf, la poule ou Nicole de et par Nicole Ferroni[7]

### Comédien
- Théâtre sans animaux de Jean-Michel Ribes, mise en scène et joué par Laurence Briata
- Le dîner de cons de Francis Veber Cie Les SPECIMENS  Mise en scène et rôle de François Pignon puis rôle de Pierre Brochant

## Filmographie
- Sous le soleil (TF1)
- Dock 13 (M6)
- Le Tuteur (France 2)
- Le Miroir de l'eau (France 2)
- Chante ! (France 2)
- 2004 : Paul Sauvage : 2004
- 2006 : Plus belle la vie (France 3), prime-time : serveur du bar "Le Coquet"
- 2009-2013 : Enquêtes réservées (France 3)
- 2010 : Les Toqués (TF1)
- 2012 : No Limit (TF1)
- 2018 : Plus belle la vie (France 3) : maton Guérin

## Distinctions
- 2006 : Prix de la mise en scène et prix d'interprétation pour 'Buzz Off au festival de Gémenos 2006 ;
- 2007 : Prix de la meilleure comédie pour "Masculin Plurielle" au festival FADA.